# Phyllophaga ardara
Phyllophaga ardara är en skalbaggsart som beskrevs av Saylor 1943. Phyllophaga ardara ingår i släktet Phyllophaga och familjen Melolonthidae. Inga underarter finns listade i Catalogue of Life.